# Johan Busch
Johan Busch (Groningen, 15 april 1742 - 's-Gravenhage, 21 augustus 1817) was een Nederlands koopman, bestuurder en politicus.
Johan Busch was de zoon van de Groningse arts Marcus Busch en Anneke van Delden en kleinzoon van een predikant. Hij was koopman en tapper te Rotterdam, en werd in 1786 baljuw van Rotterdam. In 1795 werd hij daarnaast schepen in Schieland en lid van de Rotterdamse raad. In 1796 was hij fabrieksmeester.
In 1798 maakte Busch zijn intrede in de landelijke politiek als lid van de Tweede Kamer van het Vertegenwoordigend Lichaam - wat hij tot 1801 zou blijven. In die drie jaar was hij vijfmaal voorzitter van de Kamer voor een periode van twee weken. In 1801 bleef hij volksvertegenwoordiger, maar nu als lid van het Wetgevend Lichaam, wat hij tot 1810 (inlijving bij het Keizerrijk) zou blijven met een korte onderbreking in 1806.
Toen de Nederlanden hun onafhankelijkheid hervonden in 1814 werd Busch eerst lid van de (nog eenkamerige) Staten-Generaal van de Verenigde Nederlanden en aansluitend van de Tweede Kamer der Staten-Generaal, tot aan zijn overlijden. In die periode was hij een regeringsgezind politicus.
In 1807 werd Busch benoemd tot ridder in de Orde van de Unie en in 1812 tot ridder in de Orde van de Reünie. Hij bleef ongehuwd.